# Wilson Albarracin
Wilson Julián Albarracín (Santiago del Estero, 19 de diciembre de 1985) es un futbolista argentino que se desempeña como delantero de área. Actualmente juega en el Club Gimnasia y Esgrima y Pedernera Unidos  de la Liga Sanluiseña de Fútbol  Liga Local de San Luis (Argentina) que pertenece a la Asociación del Fútbol Argentino. Realizó las divisiones infantiles en el Sporting Club Victoria de la Provincia de San Luis.

## Biografía
"Wilson" como lo conocen todos, comenzó su carrera profesional en el club Juventud Unida Universitario de San Luis, en la categoría Argentino A (tercera división del fútbol argentino) en el año 2004. Sus buenas actuaciones lo llevaron a jugar en el club Tiro Federal de la ciudad de Rosario, para participar en el torneo Nacional B durante la temporada 2008/09. Sin chances en el primer equipo en 2009 regresó a Juventud donde consiguió mayor titularidad llegando a ser uno de los goleadores de la institución con 62 tantos.
El 30 de junio de 2013 es fichado por Unión de Mar del Plata, donde convirtió 13 goles en su primera temporada, aunque luego el equipo quedaría eliminado en primera fase. Luego vendría el Torneo transición 2014, llamado "Torneo Federal A", que otorgaba 7 ascensos al Nacional B. Albarracín fue goleador del equipo albiceleste y ascendió tras ganarle el desempate a Talleres de Córdoba en el estadio de Sarmiento de Junín por 1 a 0.

## Clubes
Actualizado el 17 de diciembre de 2019.
| Club                                       | País      | Año             | PJ  | Goles | Prom. |
| ------------------------------------------ | --------- | --------------- | --- | ----- | ----- |
| Juventud Unida Universitario               | Argentina | 2004 - 2008     | 115 | 24    | 0,20  |
| Tiro Federal                               | Argentina | 2008 - 2009     | 2   | 0     | 0,00  |
| Juventud Unida Universitario               | Argentina | 2009 - 2013     | 98  | 39    | 0,39  |
| Unión de Mar del Plata                     | Argentina | 2013 - 2015     | 86  | 31    | 0,36  |
| Club Villa Dálmine                         | Argentina | 2016            | 10  | 1     | 0,10  |
| Alvarado                                   | Argentina | 2016 - 2018     | 45  | 13    | 0,28  |
| Club Sportivo Desamparados                 | Argentina | 2018 - 2019     | 15  | 1     | 0,06  |
| Juventud Unida Universitario               | Argentina | 2019 -          | 10  | 0     | 0,00  |
| Total                                      |           |                 | 379 | 109   | 0,28  |
| Sportivo Villa de la Quebrada              | Argentina | 2020-21         | 4   | 1     |       |
| Club Gimnasia y Esgrima y Pedernera Unidos | Argentina | 2021 - Presente | 2   | 1     |       |

- Presente